# ジャパンケアサービス
株式会社ジャパンケアサービスは、かつて東京都中央区に本社を置いていた介護事業を行う企業。社会福祉法人ノテ福祉会を母体に札幌市で創立され、北海道を主に営業展開してきた企業を前身とする。SOMPOケアの完全子会社であった。

## 概要
前身の株式会社ジャパンケアサービス（初代、後の株式会社ジャパンケアサービスグループ）以来、日本初の営利企業による特別養護老人ホーム経営や、介護会社として株式を初めて店頭公開した企業として、また、夜間対応型訪問介護、デイサービスを法制化した企業として知られる。夜間対応型訪問介護や定期巡回随時型訪問介護看護など、24時間365日体制が比較的充実している。
株式会社ジャパンケアサービス（初代）は、1990年、札幌市豊平区に在宅介護および介護用品機器の販売を目的として、対馬徳昭（実父は元社会党参議院議員、日本炭鉱労働組合委員長の対馬孝且）により株式会社ケアサービスとして設立された。
2005年、セントケア・ホールディングとの経営統合を予定していたが白紙となった。
以降、数々の介護会社を吸収し、北海道で地盤を固めてきたが、2007年には、13都道県のコムスンの在宅サービス事業を承継し、一躍、東日本に多くの事業所を得た。コムスン承継後、13の法人としてそれぞれが個別に営業していたが、2008年7月に株式会社ジャパンケアサービス東日本に吸収合併した。
2008年8月、持株会社体制に移行し、株式会社ジャパンケアサービス（初代）は、持株会社の株式会社ジャパンケアサービスグループに、事業子会社が株式会社ジャパンケアサービス（2代）となった。SOMPOケアへの統合時点での株式会社ジャパンケアサービスは、株式会社ジャパンケアサービス東日本が株式会社ジャパンケアサービス（2代目）を吸収合併した3代目であった。2013年4月に株式会社ジャパンケアサービスグループは、株式会社ジャパンケアサービス（3代目）へ吸収合併され、持株会社体制を解消している。2012年には、株式会社メッセージ（現・SOMPOケア）の傘下となった。
2011年10月より、訪問介護等の事業所は冠称していた「ハッピー」から「ジャパンケア」に変更している。
労組はUIゼンセン同盟ジャパンケアグループユニオンであった。
2018年7月1日に子会社の株式会社プランニングケアと共にSOMPOケア株式会社へ吸収合併され解散した。

## 沿革
- 1990年12月25日 - 株式会社ケアサービス（後の株式会社ジャパンケアサービスグループ）として設立。
- 1997年
  - 1月 - 株式会社ジャパンケアサービス（初代）に社名変更。
  - 10月 - 日本証券業協会に株式を店頭登録（後のJASDAQ）。
- 1999年12月 - 社会福祉法人ノテ福祉会より訪問介護事業を譲受。
- 2004年4月 - 株式会社ジャパンケアネットコム（後の株式会社ジャパンケアブレーン）を子会社化。
- 2005年7月 - 本店を札幌市清田区より東京都豊島区に移転。
- 2007年
  - 8月 - 株式会社ジャパンケアサービス東日本を設立。
  - 11月 - コムスンより13都道県の在宅サービス事業を継承。
- 2008年
  - 7月1日 - コムスンから承継した13法人を、株式会社ジャパンケアサービス東日本に吸収合併。
  - 8月1日 - 持株会社体制に移行し、株式会社ジャパンケアサービス（初代）は、株式会社ジャパンケアサービスグループに社名変更。介護事業を吸収分割により承継した子会社が、株式会社ジャパンケアサービス（2代目）となる。
- 2011年10月 - 株式会社ジャパンケアサービス東日本がジャパンケアサービス（2代目）を吸収合併し、株式会社ジャパンケアサービス（3代目）に社名変更。株式会社プランニングケアを子会社化。
- 2012年
  - 1月 - 株式会社メッセージ（現・SOMPOケア）が、株式会社ジャパンケアサービスグループに対しTOBを開始。
  - 3月 - TOB成立。
  - 7月 - JASDAQ上場廃止。
  - 8月 - メッセージの完全子会社となる。
- 2013年4月1日 - 株式会社ジャパンケアサービス（3代目）が株式会社ジャパンケアサービスグループを吸収合併。
- 2014年4月 - 本社を東京都豊島区より東京都中央区に移転。
- 2016年2月 - 株式会社ジャパンケアブレーンの全株式を売却。
- 2018年
  - 2月14日 - 親会社のSOMPOケアメッセージ（現・SOMPOケア）とグループ会社のSOMPOケアネクスト株式会社の統合ウェブサイト開設に伴い、当社および子会社の株式会社プランニングケアのウェブサイトが統合ウェブサイトへ集約される[1]。
  - 7月1日 - 子会社の株式会社プランニングケアと共にSOMPOケアに吸収合併され解散[2]。当社の事業所はそのままSOMPOケアの事業所となり、当社子会社の中央区佃高齢者介護福祉サービス株式会社は合併に伴い、SOMPOケアの子会社となった。

## 関連会社
- 株式会社プランニングケア
- 中央区佃高齢者介護福祉サービス株式会社